# Câlin
Un câlin est un contact physique entre deux personnes qui implique généralement une étreinte avec les bras ou une grande proximité.
S'il y a plus de deux personnes, il s'agit d'un câlin de groupe.

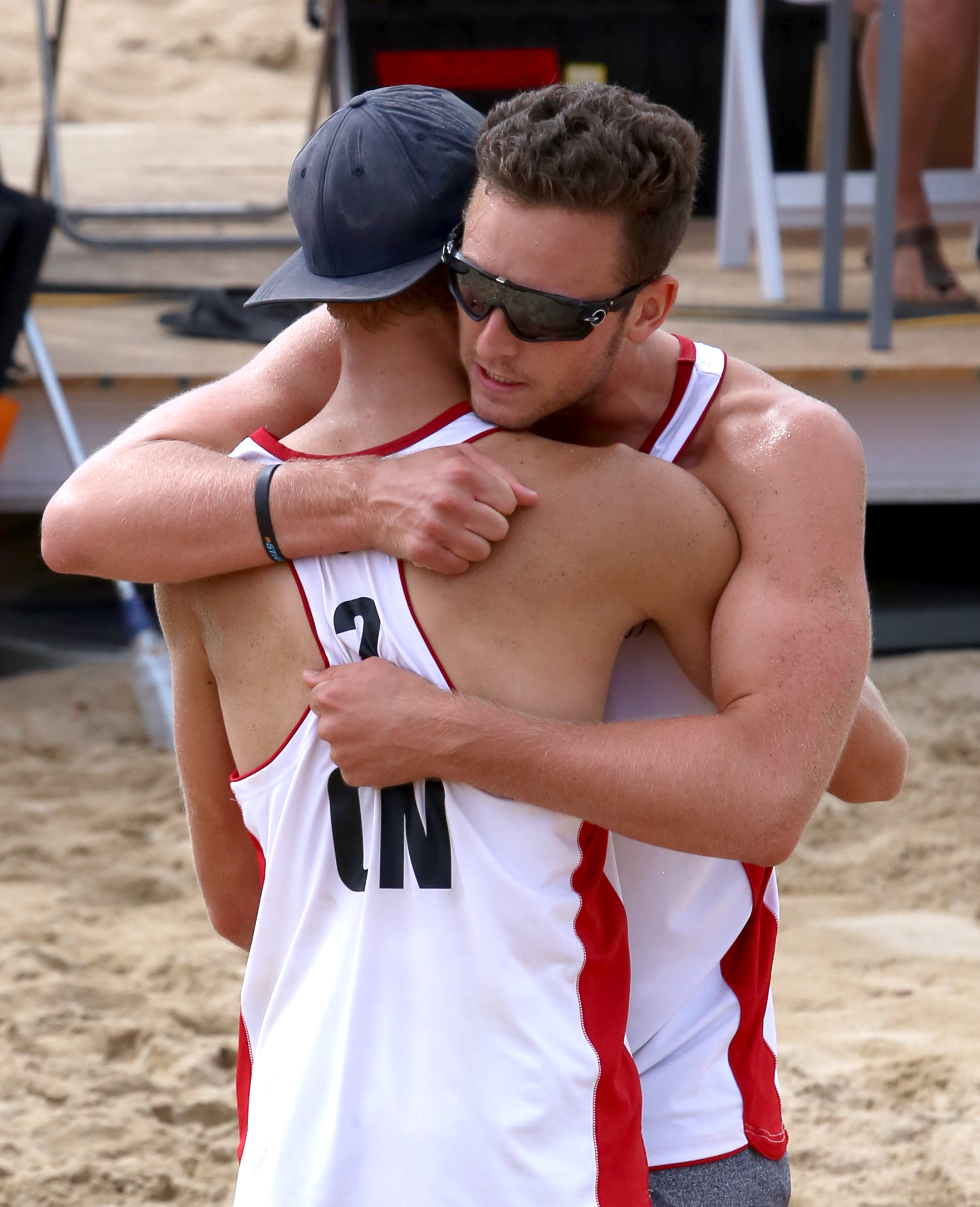
Un câlin après un match de volleyball au Canada.

## Caractéristiques
Un câlin, parfois en association avec un baiser, est une forme de communication non verbale. Selon la culture, le contexte et la relation, un câlin permet d'extérioriser un sentiment d'amitié, d'affection, d'amour, la fraternité ou la sympathie.

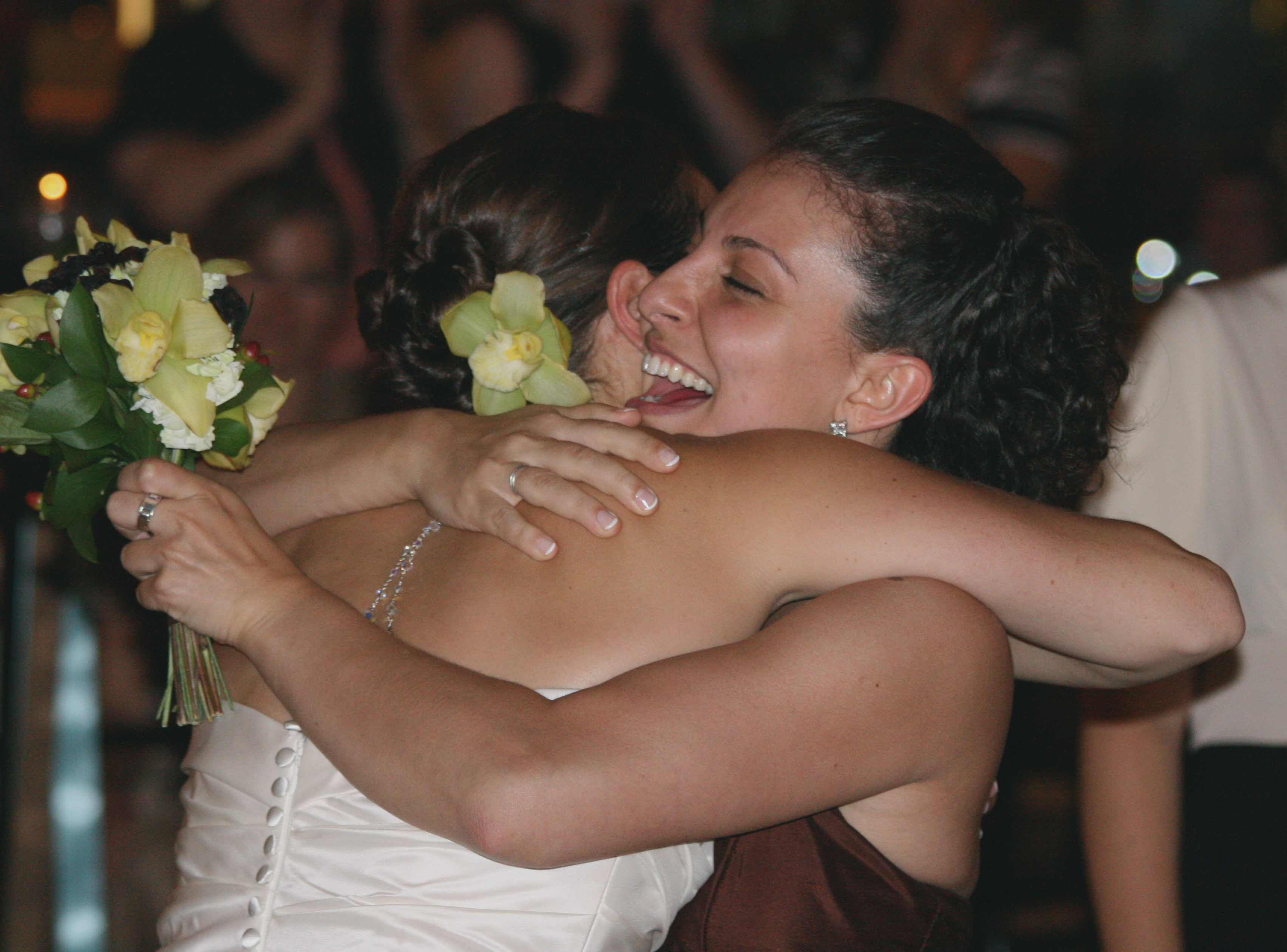
Un câlin peut être un signe de joie ou de bonheur.
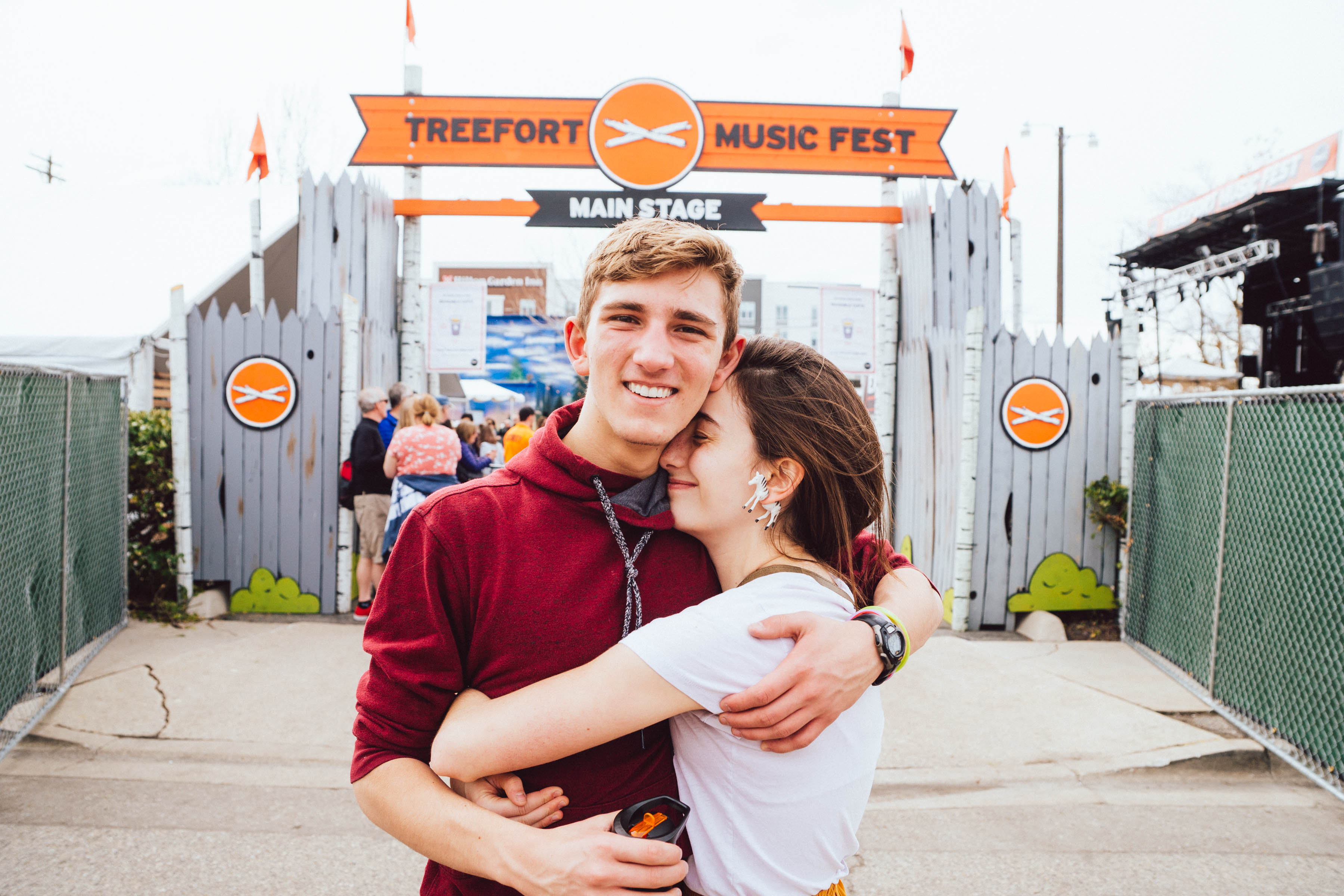
Un câlin après un concert aux États-Unis.
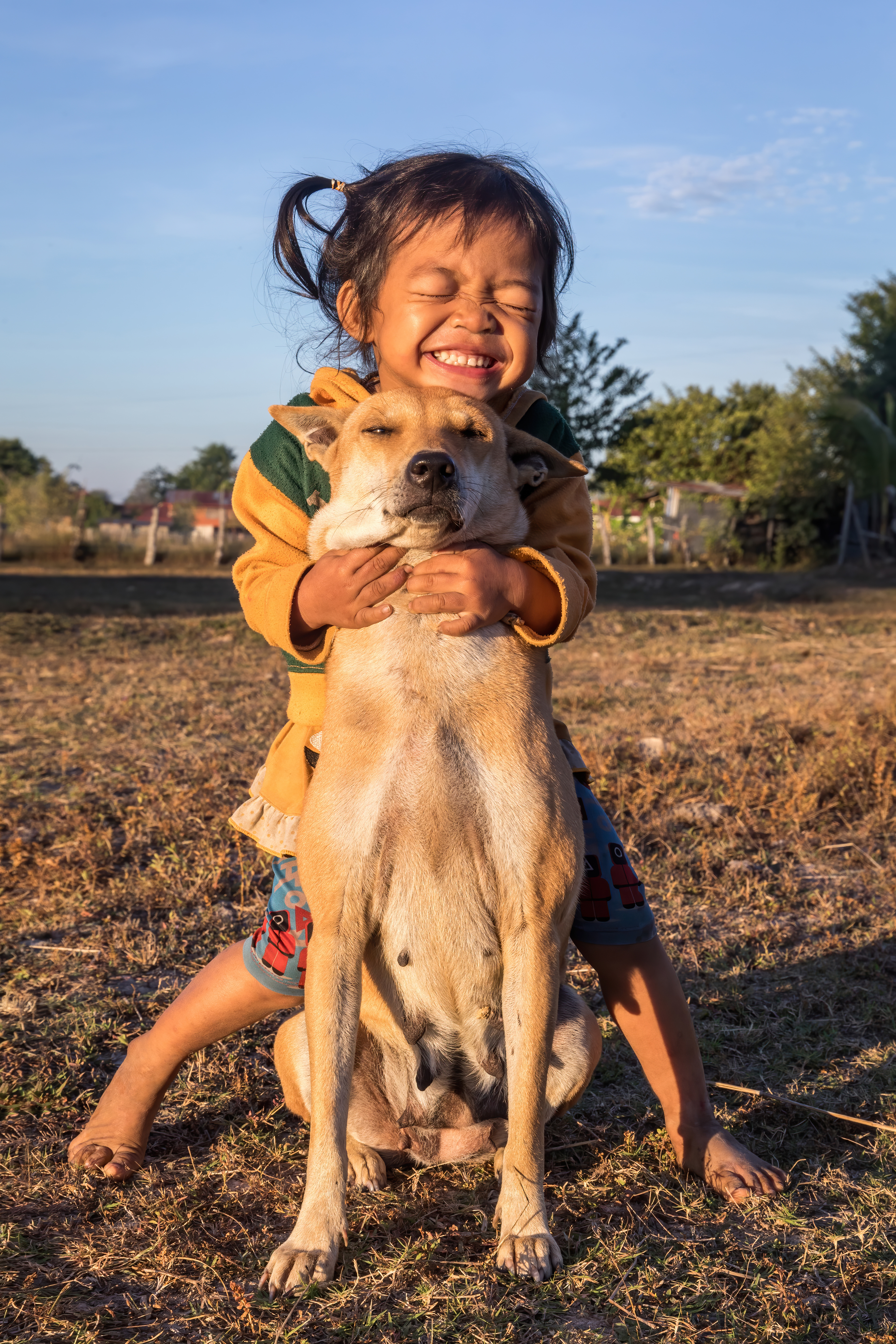
Calin entre un chien et une petite fille, souriante serrant fort son chien contre elle, les yeux fermés, dans la campagne de Don Det, Laos. Décembre 2023.

Un câlin peut indiquer le soutien, le confort et la consolation, en particulier là où les mots ne suffisent pas. Un câlin démontre habituellement l'affection et la chaleur émotionnelle, résultant parfois de la joie ou du bonheur d'être réuni avec quelqu'un ou de voir quelqu'un après une longue période d'absence. Un câlin non réciproque peut démontrer un problème relationnel. Un câlin peut être une simple accolade de quelques secondes. Ou selon la profondeur de la relation, une accolade avec les bras entièrement autour de la personne pendant plusieurs secondes. La longueur d'un câlin dans toute situation est socialement et culturellement déterminée. Dans le cadre d'un baiser, les hanches peuvent également être comprimées.
Contrairement à d'autres types de contact physique, un câlin peut être pratiqué publiquement et en privé, sans stigmatisation dans de nombreux pays, et dans différentes religions et cultures, sans distinction de sexe ou d'âge. C'est généralement un indicateur de familiarité avec l'autre.

## Histoire
Les câlins étaient une pratique courante au temps des  patriarches, c'est-à-dire avant le 1er millénaire.
Au Moyen Âge, on trouve des écrits sur les chevaliers qui avaient habitude de se prendre dans les bras, afin de démontrer leur affection et soutien mutuel.

## Aspects culturels

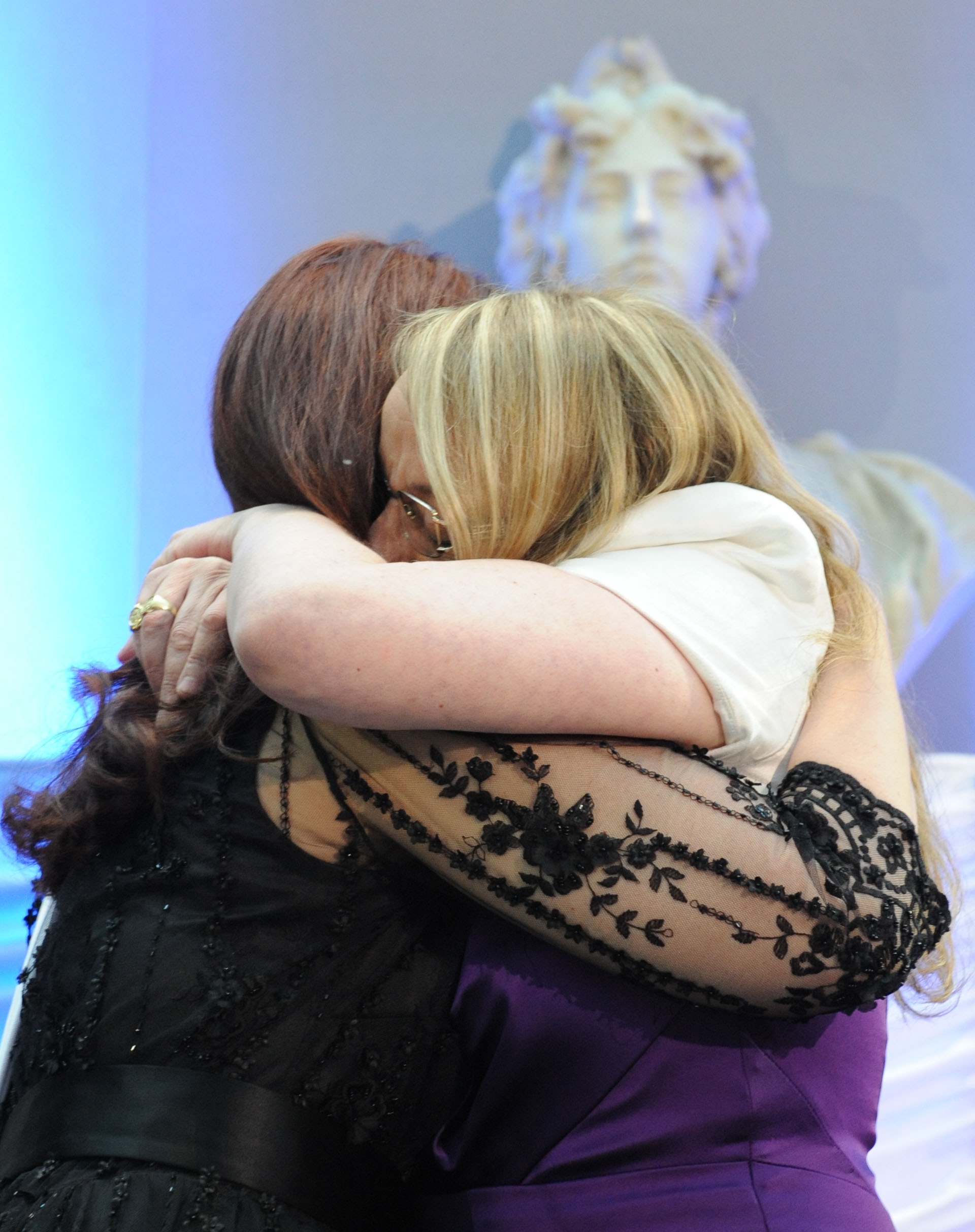
Un câlin en Argentine.

Un câlin peut avoir lieu dans le cadre d'un acte rituel ou social dans certains groupes sociaux. Il est une coutume dans certaines cultures comme en Espagne et en Amérique latine pour les amis de sexe masculin de se prendre dans les bras (avec une tape dans le dos) lors de salutation joyeuse.  
Un câlin similaire, généralement accompagnée d'un baiser, est également en train de devenir une coutume en Occident pour les femmes après une réunion ou au départ. 
Au Portugal et au Brésil, il est fréquent, surtout chez les hommes, de terminer une lettre ou un courriel par Um abraço ou Abraço (« câlin ») suivie par la signature de l'expéditeur. Des formules analogues peuvent être utilisées dans la communication orale.
Au cours des années 1970, le câlin a aussi été derrière le mouvement important en Inde intitulé Chipko. À la suite de l'indépendance de l'Inde en 1947, la déforestation continue sous les mêmes tendances que l'ancien régime colonial britannique. C’est ainsi que comme moyen de révolte, le câlin devient un symbole contre la déforestation dans la région des populations de l’Himalaya Garhwal. Les premières apparitions de ce type de protestation se fait dans les années 1970. Les activistes chipko câlinaient les arbres qui allaient se faire abattre et ainsi les machines abatteuse ne pouvait accéder à la coupe. L’origine du mot chipko indique littéralement en hindi l’acte de se donner un câlin. 
En mai 2009, le The New York Times a rapporté que « le câlin est devenu le salut social préféré des adolescents lors d'une rencontre ou d'une fête aux États-Unis ».

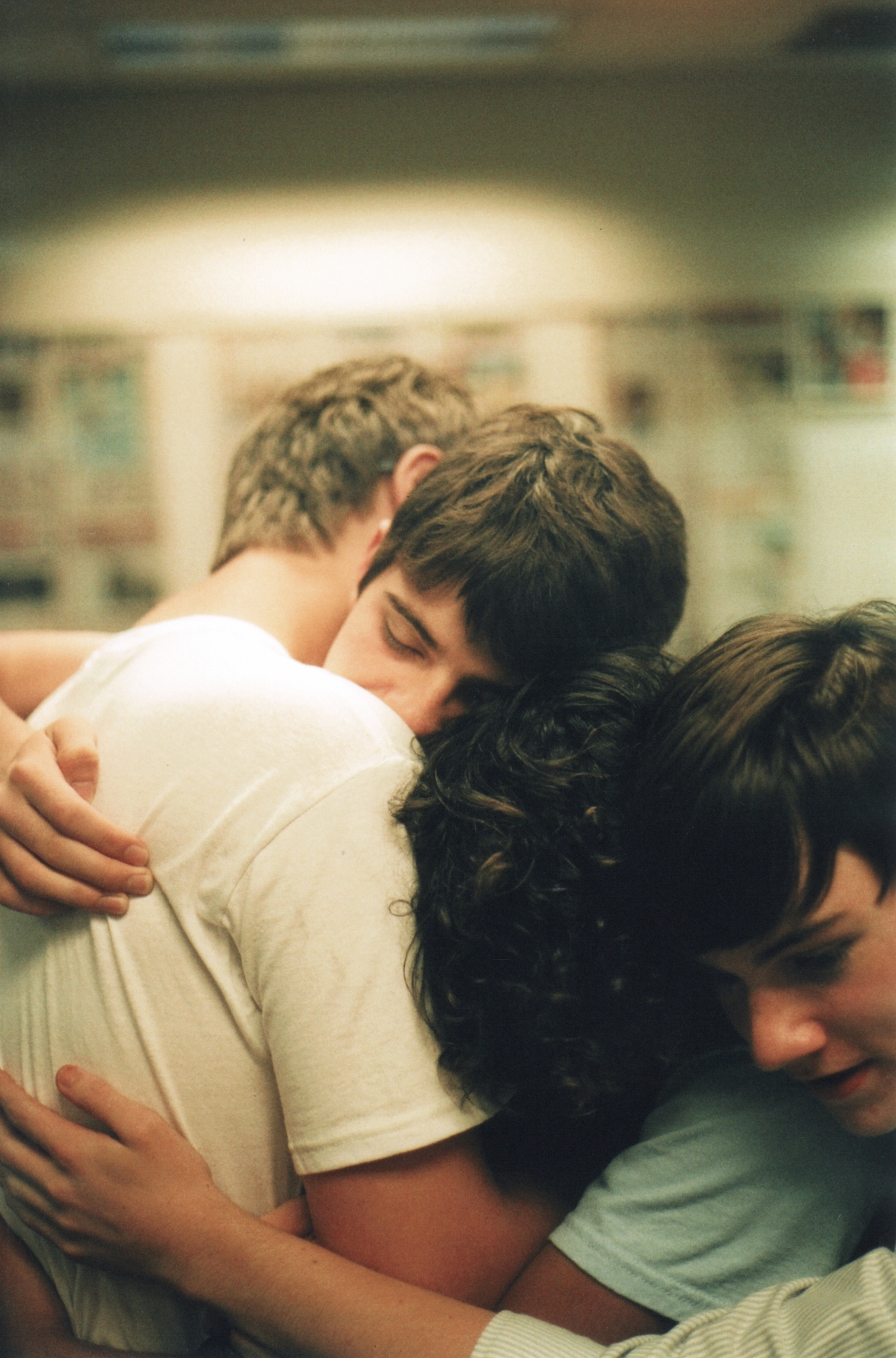
Un câlin de groupe chez de jeunes hommes afin de démontrer leur étroite amitié.

De plus, à cause du contact physique qui se fait lors d’un câlin, les cultures ont différentes approches et normes culturelles sur le contact entre les individus. Notamment, des cultures comme l’Asie, les États-Unis, la Grande-Bretagne, l’Australie et la Nouvelle-Zélande sont reconnues comme des pays dont le niveau de contact culturellement est beaucoup plus bas que le contact dans les régions de l’Amérique Latine et Méditerranéenne par exemple.
Il faut aussi prendre en compte d’autres facteurs tels que la géolocalisation, l’âge, relation entre les individus, le genre et le contexte avant d’affirmer qu’une culture donne plus de câlins qu’une autre, cependant de manière générale, la culture du contact, qu’elle soit haute ou basse, vient affecter la perception et l’appréciation d’un câlin ou non. 

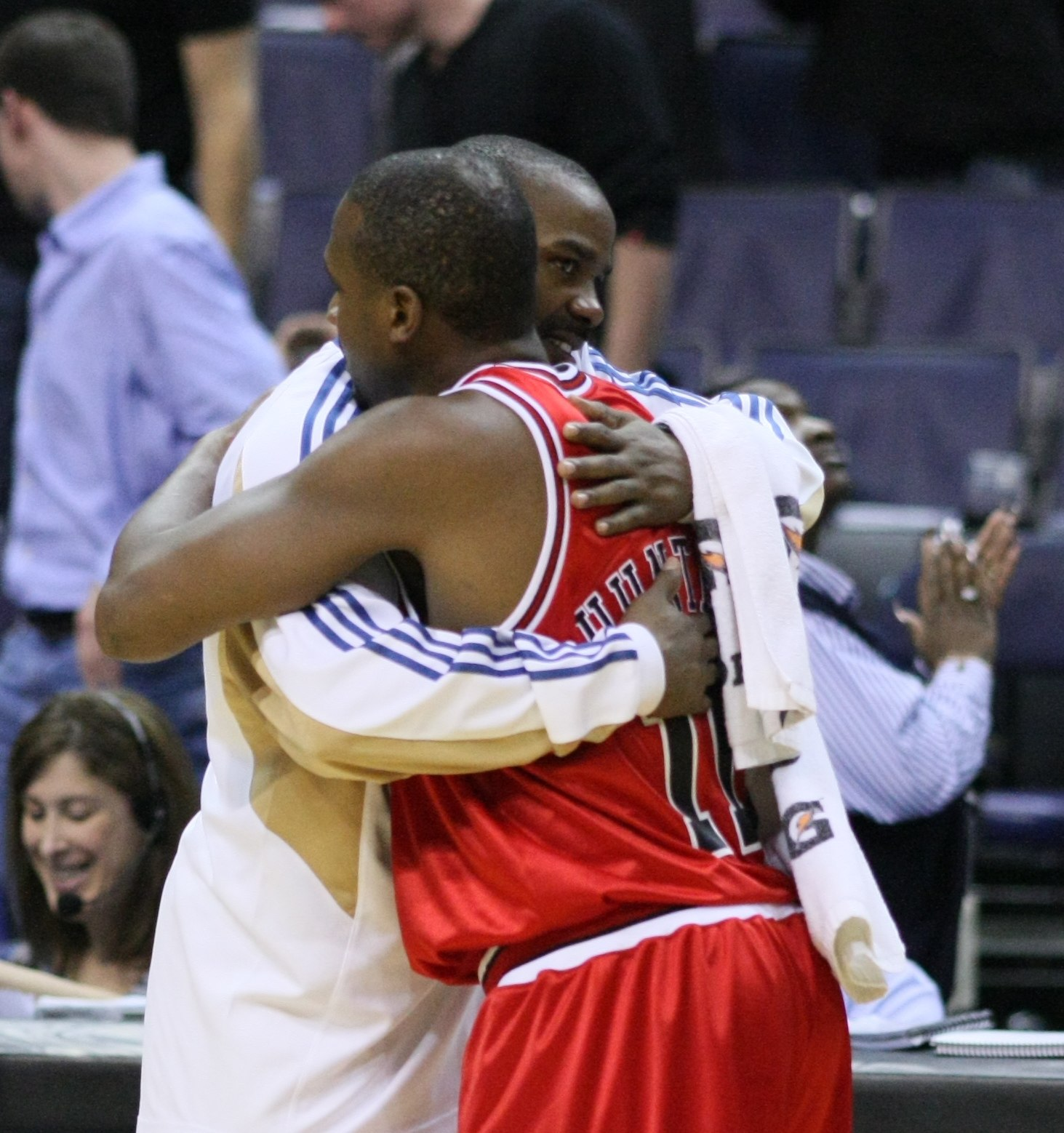
Un câlin après un match de basketball aux États-Unis.

La perception communicative d’un câlin peut varier alors selon la culture de chaque individu. Lors de communication interculturelle, il est possible que l’utilisation de comportements non verbaux, tel le câlin, soient perçues de manières différentes dues à ces dimensions culturelles qui ont une vision positive ou non du contact physique.

## Bénéfices pour la santé
Le câlin a des effets bénéfiques pour la santé. Plusieurs études ont démontré que les étreintes d'affection augmentent les niveaux d'ocytocine et réduisent la pression artérielle,.
Différents professionnels essaient d’exploiter cette production hormonale pour amener du bien-être. Dans Ouvrir les bras pour changer le monde, du free hug à la câlinothérapie, Gilles Gallas donne différentes pistes à travers le monde[Lesquelles ?] pour trouver le moyen de se soigner de cette manière.

## Caresses

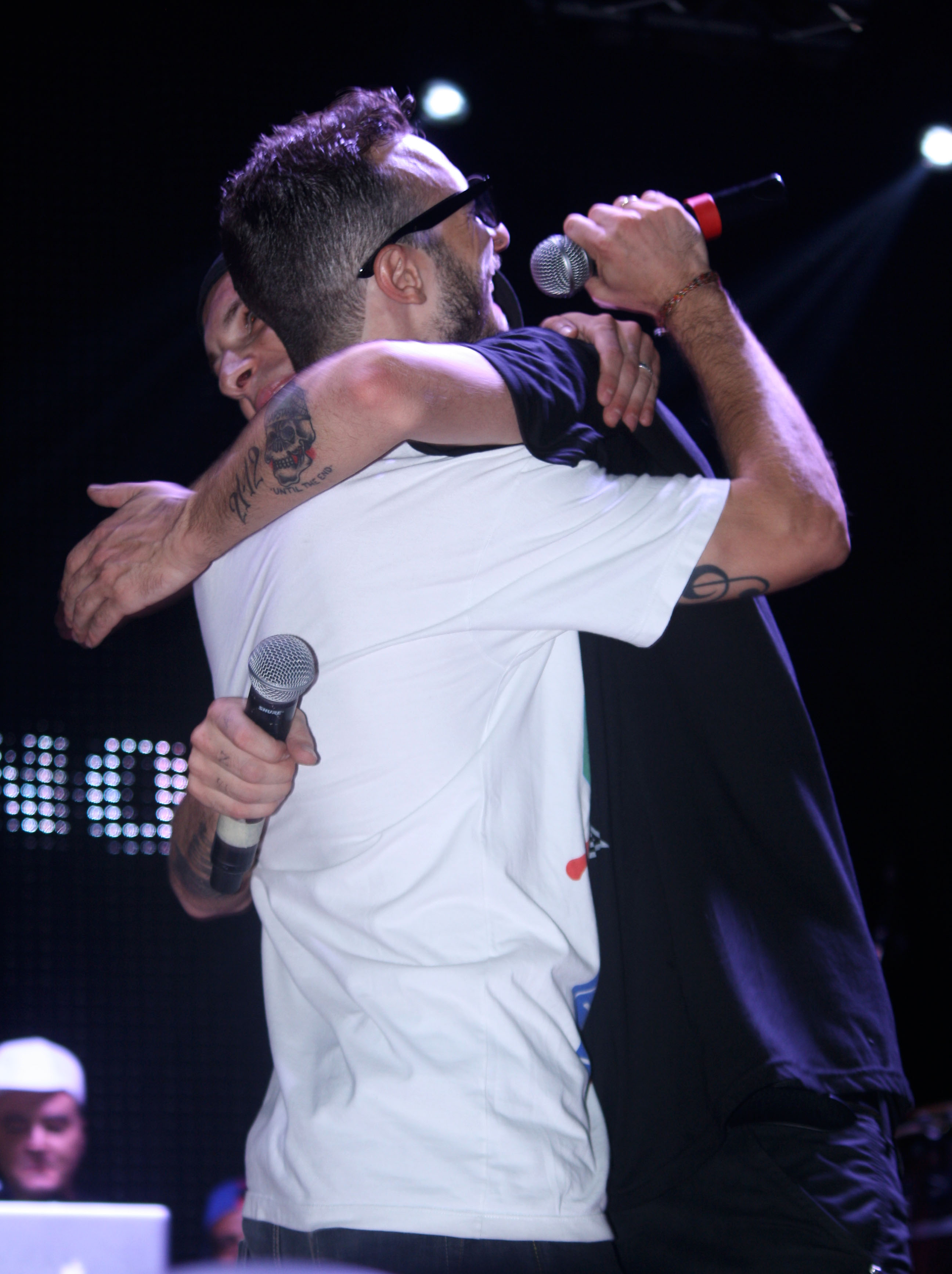
Un câlin lors d’un concert en Italie.

En 2014, les sociologues britanniques Eric Anderson et Mark McCormack ont publié une étude qui démontrait que 93 % des jeunes étudiants hétérosexuels sportifs britanniques ont déjà donné des caresses à un ami masculin lors de câlins, comme signe d'amitié,. Selon une autre étude britannique réalisée auprès de 30 hommes hétérosexuels étudiants en sport, publiée dans le magazine scientifique Men and Masculinities en 2017, 29 hommes sur 30 avaient l’habitude de donner des câlins et des caresses dans un lit avec leur ami bromantique.

## Art

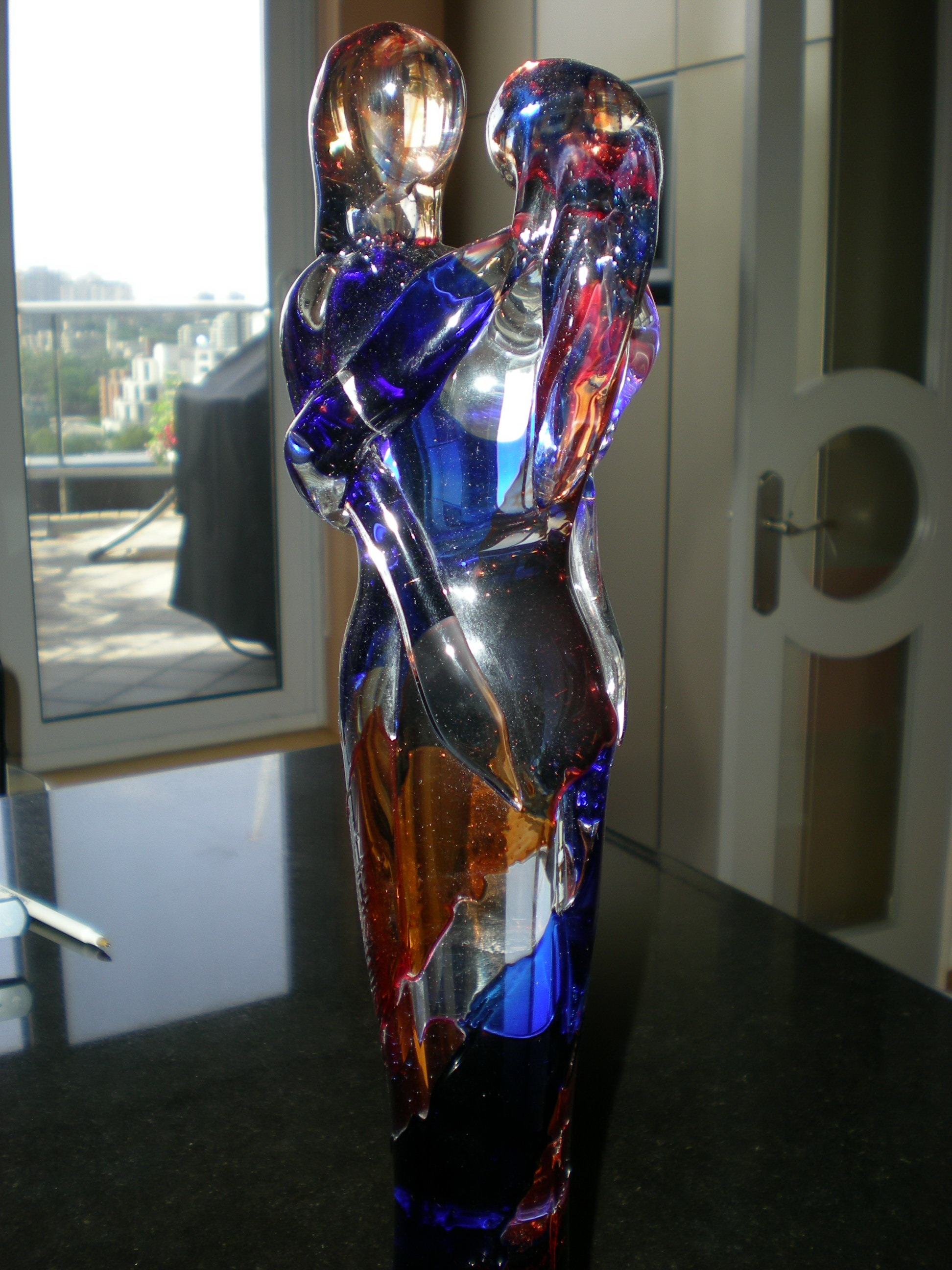
Glassy embrace, une sculpture de verre représentant un câlin.
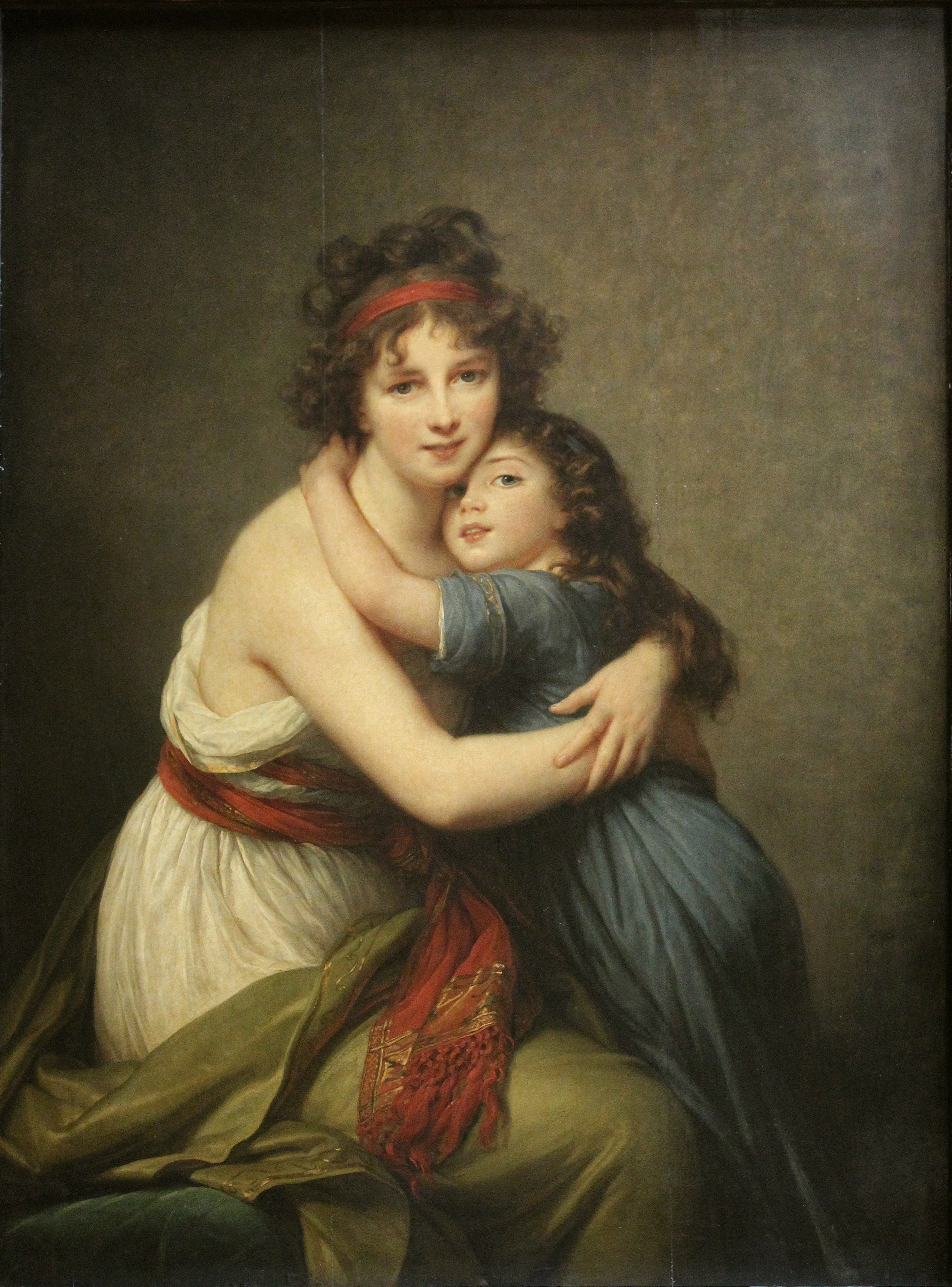
Madame Vigée-Lebrun et sa fille, Élisabeth-Louise Vigée Le Brun, 1789.